# Баренбург
Баренбург (нем. Barenburg) — община в Германии, в земле Нижняя Саксония.
Входит в состав района Дипхольц. Подчиняется управлению Кирхдорф. Население составляет 1243 человека (на 31 декабря 2010 года). Занимает площадь 16,38 км².
| Год  | Население |
| ---- | --------- |
| 1990 | 1188      |
| 1995 | 1271      |
| 2000 | 1319      |
| 2005 | 1305      |
| 2010 | 1245      |